# Абонданс
Абонда́нс (фр. Abondance) — муніципалітет у Франції, у регіоні Овернь-Рона-Альпи, департамент Верхня Савоя.  Населення — 1488 осіб (01.01.2021).
Муніципалітет розташований на відстані близько 440 км на південний схід від Парижа, 160 км на схід від Ліона, 65 км на північний схід від Ансі.

## Історія
До 2015 року муніципалітет перебував у складі регіону Рона-Альпи. Від 1 січня 2016 року належить до нового об'єднаного регіону Овернь-Рона-Альпи.

## Демографія
Динаміка населення (INSEE ):

## Економіка
2010 року серед 867 осіб працездатного віку (15—64 років) 675 були активними, 192 — неактивними (показник активності 77,9%, у 1999 році було 71,2%). З 675 активних мешканців працювали 644 особи (363 чоловіки та 281 жінка), безробітними було 31 (11 чоловіків та 20 жінок). Серед 192 неактивних 75 осіб було учнями чи студентами, 63 — пенсіонерами, 54 були неактивними з інших причин.

У 2010 році в муніципалітеті числилось 559 оподаткованих домогосподарств, у яких проживали 1315,0 особи, медіана доходів виносила 18 766 євро на одного особоспоживача